# Jop Goldenbeld
Johannes Hermanus (Jop) Goldenbeld (Deventer, 18 april 1923 – Bilthoven, 27 januari 1997) was een Nederlandse beeldhouwer.

## Leven en werk
Goldenbeld volgde lessen bij Gijs Jacobs van den Hof, maar vormde grotendeels zichzelf. Hij woonde en werkte onder meer in Deventer, Utrecht, Maarssen, Bilthoven (vanaf 1964) en Nijemirdum. Hij was een van de initiatiefnemers van het Centrum voor Kunsteducatie De Werkschuit in De Bilt. Hij was lid van het Genootschap Kunstliefde en is met onder anderen Rien Goené, Joep Faddegon en Ed Gebski afgebeeld op een schilderij dat Piet Vermeulen in 1986 maakte van het bestuur van Kunstliefde. Het schilderij is opgenomen in de collectie van het Centraal Museum. Het museum bezit ook een kleine abstracte sculptuur van Goldenbeld. Hij exposeerde onder meer met Kunstliefde en bij Sonsbeek '52.
Goldenbeld won de B.J. Kerkhofprijs (1982) en ontving de cultuurprijs van de gemeente De Bilt. Hij was getrouwd met beeldhouwster Annet Haring, uit dit huwelijk werd onder anderen Marco Goldenbeld geboren. Goldenbeld overleed in 1997, op 73-jarige leeftijd en werd begraven te Nijemirdum.

## Werken (selectie)
- 1951 Gevelreliëf met Tronende Madonna, Doddendaal, O.L. Vrouw van de Berg Carmelkerk, Nijmegen
- 1955 Keramisch gevelbeeld van Sint Michäel voor de Heilige Michaëlkerk (De Bilt)
- 1956 Reliëf boven de ingang van de Sint-Aldegondiskerk, Maasbree
- 1958 Fabeldieren, Sint Hubertusstraat 2 (Kath. Scholengem. Ter Hautart), Nijmegen
- 1960 Drie dansende Deerntjes, Duurstedelaan 24 (Mgr. Ariënsschool), Utrecht
- ca. 1964 Jongen en meisje, Plesmanstraat (koningin Wilhelminaschool), Utrecht[8]
- 1966 Vrouw met boodschappenmand, Planetenbaan, Bilthoven
- 1968 Muziek en Dans, Johannes van Vlotenlaan, Deventer (in 2009 gestolen)[9]

## Afbeeldingen

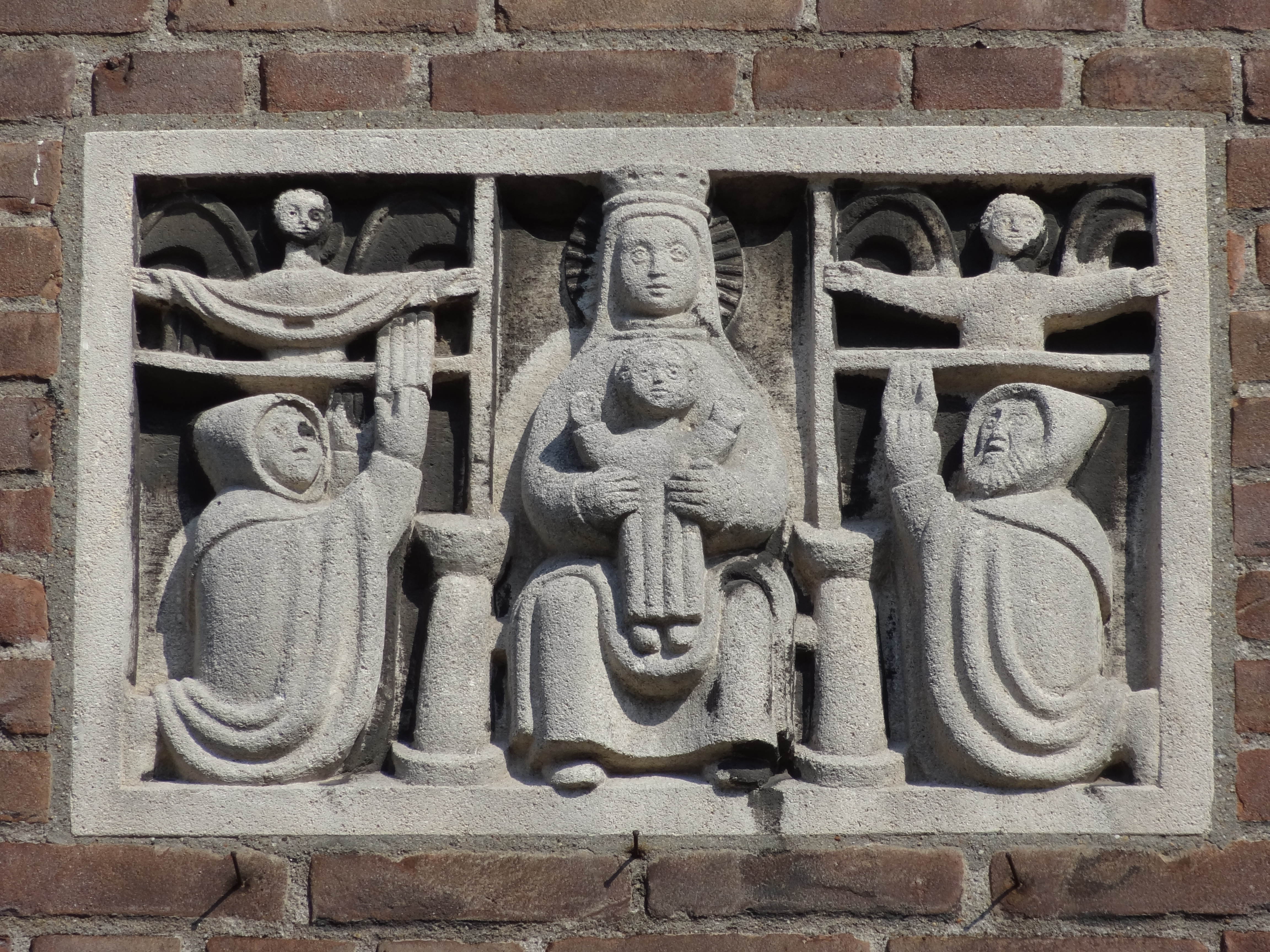
Tronende Maria (1951), Nijmegen
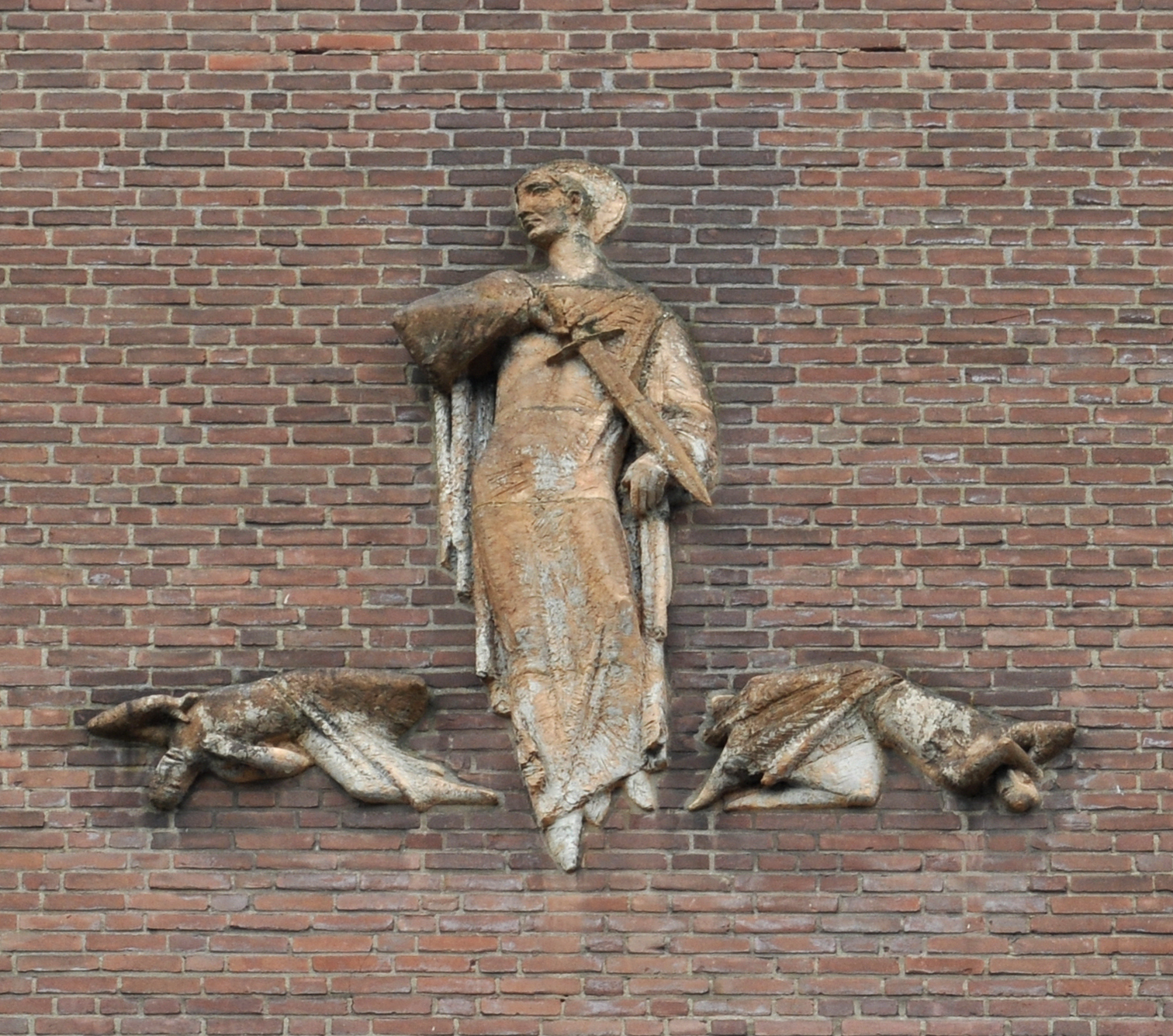
Sint Michaël (1955), De Bilt